# Rhadinaea marcellae
Espèce
Statut de conservation UICN

 EN B1ab(iii) : En danger
Rhadinaea marcellae  est une espèce de serpents de la famille des Dipsadidae.

## Répartition
Cette espèce est endémique de la Sierra Madre orientale au Mexique. Elle se rencontre dans quatre sites disjoints dans les États de San Luis Potosí, d'Hidalgo et de Puebla,.

## Description
L'holotype de Rhadinaea marcellae mesure 290 mm dont 93 mm pour la queue.

## Étymologie
Cette espèce est nommée en l'honneur de Marcella Newman qui a collecté le premier spécimen.

## Publication originale
- Taylor, 1949 : A preliminary account of the herpetology of the state of San Luis Potosi, Mexico. University of Kansas science bulletin, vol. 33, no 2, p. 169-215 (texte intégral).